# Антисербські заворушення в Сараєві
Антисербські заворушення в Сараєві — повномасштабна акція насильства проти сербського населення Сараєва 28 і 29 червня 1914 року, що стала реакцією на вбивство ерцгерцога Франца Фердинанда сербським гімназистом  Гаврилом Принципом. Погром, підтримуваний австро-угорським урядом, призвів до етнічної ворожнечі, безпрецедентної в історії міста. Два серба були вбиті в перший день погрому в Сараєві, багато зазнали нападів і були поранені; близько тисячі будинків, шкіл, магазинів та інших закладів, що належали сербам, були розграбовані і зруйновані .

## Передісторія
Відразу після вбивства ерцгерцога Франца Фердинанда боснійським сербом Гаврилом Принципом антисербські настрої по всій Австро-Угорщині вилилися в хвилю насильства проти сербів . У ніч після вбивства заворушення спалахнули також і на територіях Боснії і Герцеговини та Хорватії, де серби складали значний відсоток населення  . Оскільки Принцип та інші змовники були етнічними сербами, австро-угорський уряд вважав, що за вбивством стояв уряд Сербії. Погроми проти етнічних сербів були влаштовані безпосередньо після вбивства і тривали кілька днів  . Вони були організовані і підтримувалися австро-угорським губернатором Боснії і Герцеговини Оскаром Потіореком   . Перші антисербські демонстрації, проведені послідовниками Йосипа Франка, пройшли раннім вечором 28 червня в Загребі. Наступного дня демонстрації в місті стали більш жорстокими і стали носити характер погромів. Поліція і місцева влада бездіяли .

## Заворушення

### 28 червня

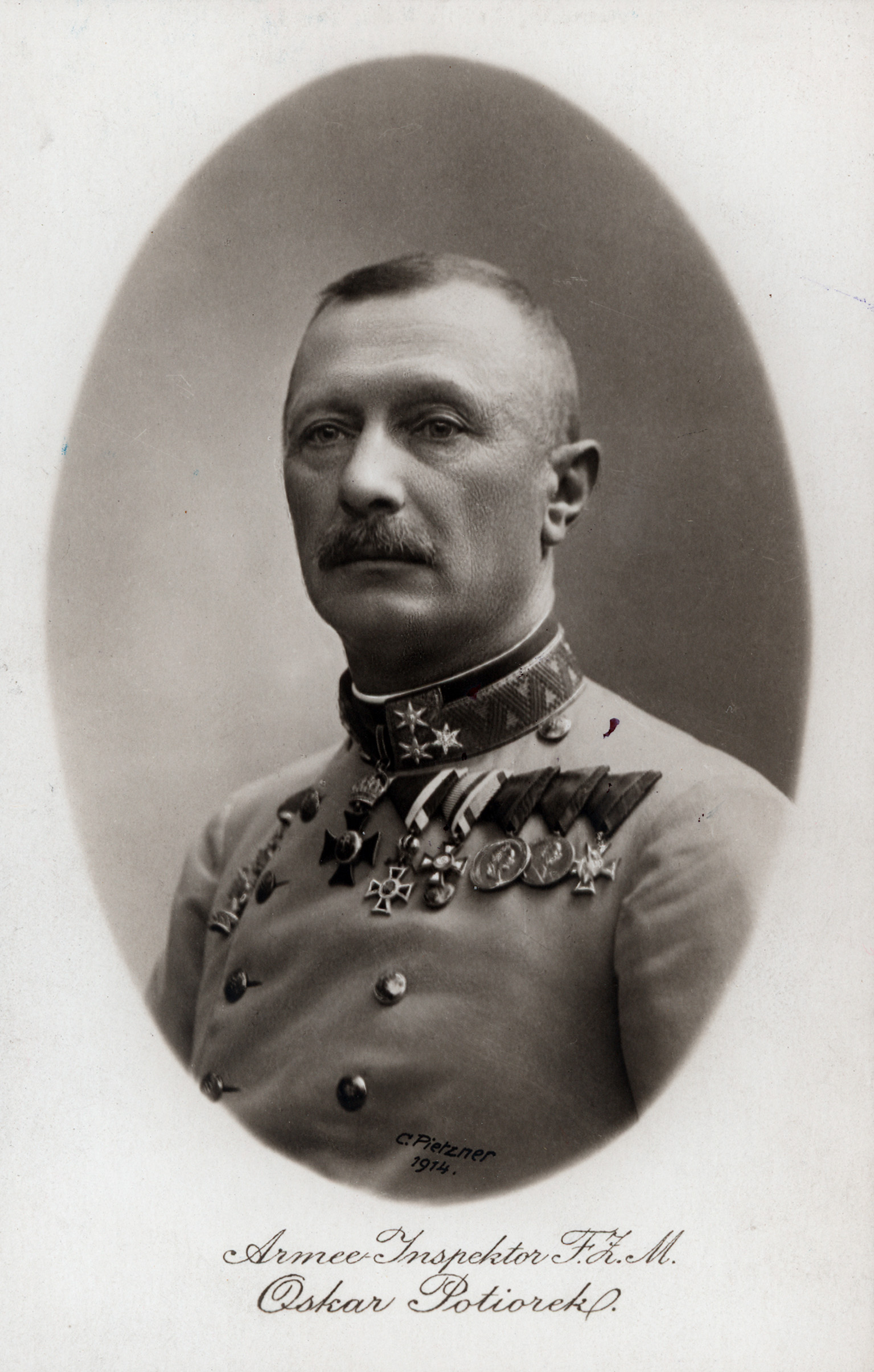
Оскар Потіорек, австро-угорський губернатор Боснії і Герцеговини, що вважається організатором погромів

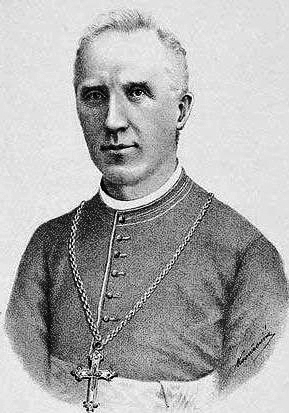
Йосип Стадлер, який погодився з необхідністю викорінення «підривних елементів цієї землі»

Антисербські демонстрації в Сараєві почалися 28 червня 1914 року, трохи пізніше, ніж у Загребі . Іван Шарич, помічник римсько-католицького єпископа Боснії Йосипа Стадлера, склав антисербські віршовані гімни, в яких він описував сербів як «гадюк» і «хижих вовків» . Натовп хорватів і боснійських мусульман зібралася в резиденції Стадлера, Соборі Найсвятішого Серця Ісуса . Близько 10 години вечора група з 200 чоловік напала і знищила Отель Європа, найбільший готель в Сараєві, який належав сербському купцеві Глише Єфтановичу . Повстанці направили свій гнів головним чином на сербські магазини, резиденції видних сербів, сербські церкви, школи, банки, сербське культурне товариство «Просвіту» і редакції газети «Srpska riječ» . Багато представників вищого класу Австро-Угорщини, включаючи офіцерів, брали участь в насильстві . Два серба були вбиті цього дня .
Увечері того ж дня, після короткого втручання десяти озброєних кінних солдатів, порядок в місті було відновлено. Вночі було досягнуто згоди між урядом провінції Боснії і Герцеговини на чолі з Оскаром Потіорекою, міською поліцією та Стадлером з його помічником Шаричем про викорінення «підривних елементів цієї землі»  . Уряд міста видав прокламацію, в якій закликав населення Сараєва виконати свій святий обов'язок і очистити своє місто від ганьби через викорінення підривних елементів. Вдозва була надрукована на плакатах, які були поширені і розвішані по місту вночі і наступного ранку. Згідно із заявою Йосипа Ванцаша, який був одним з підписантів цієї угоди, автор його тексту був комісаром уряду в Сараєві, який склав його на основі угоди з вищими представниками уряду і барона Колласа .

### 29 червня

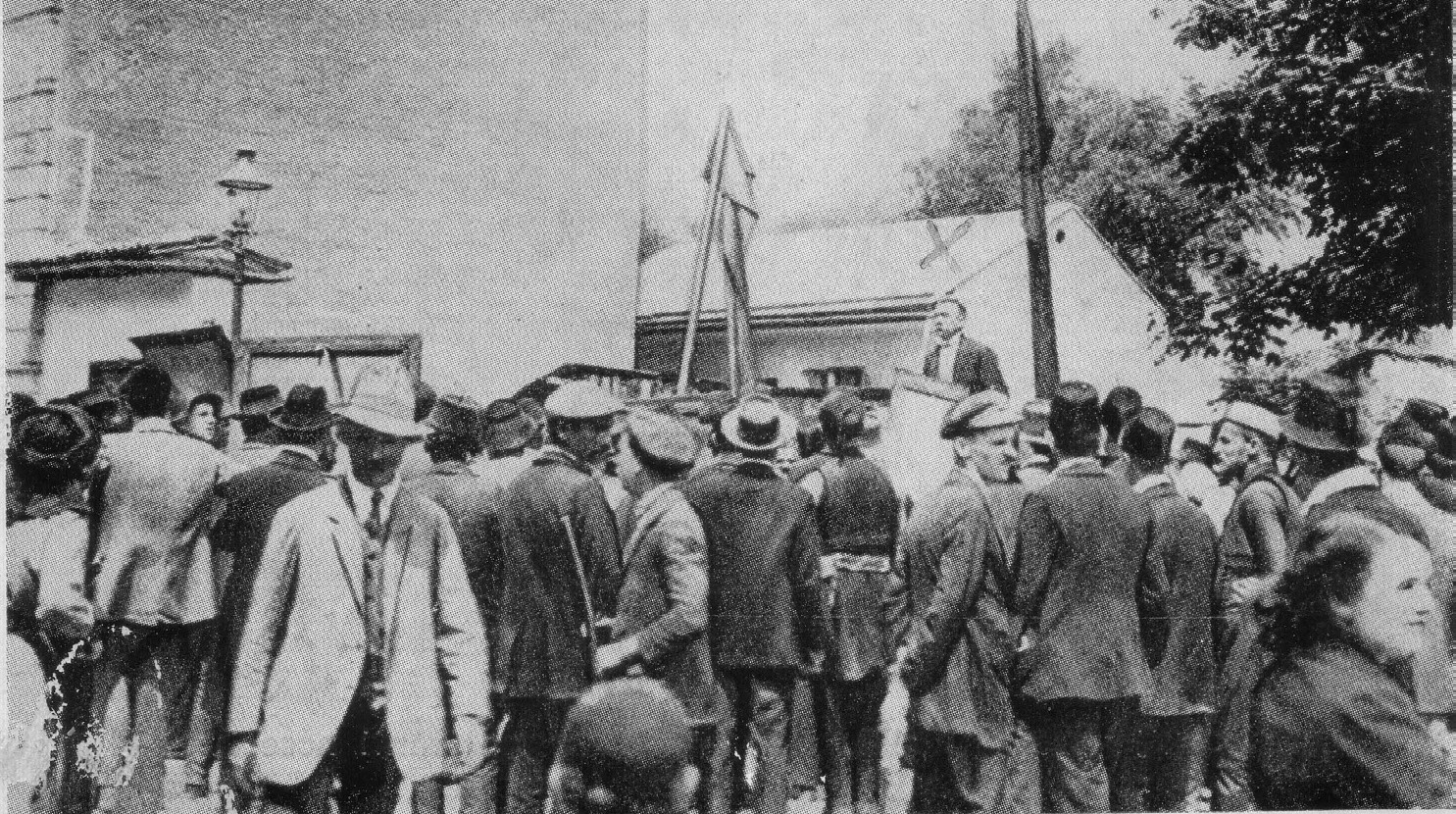
Йосип Ванцаш звертається до натовпу в Сараєві

29 червня 1914 года о 8 годині ранку почалися більш агресивні виступи, які швидко переросли в погроми . Великі групи мусульман і хорватів, що кричали та голосно співали, зібралися на вулицях Сараєва, несучи австрійські прапори, задрапіровані чорним, і світлини австрійського імператора та убитого ерцгерцога. Перед ними виступили з промовами місцеві політичні лідери, серед яких був і Йосип Ванцаш . Роль Ванцаша в події достеменно невідома, проте деякі з політичних лідерів, безумовно, зіграли важливу роль в залученні людей до акції і направляючи їх проти будинків і магазинів сербів . Після виступів політиків багато невеличких груп хорватів і мусульман, що швидко рухалися, почали нападати на будь-яке майно сербів в Сараєві, до якого могли дістатися . Спочатку вони напали на сербську школу, а потім стали громити магазини й інші установи, а також приватні будинки сербів . Сербський банк був пограбований, в той час як товари, взяті в магазинах і будинках сербів були розкидані на тротуарах і вулицях .
Увечері губернатор Потіорек оголосив надзвичайний стан спочатку в Сараєві, а потім і в інших частинах провінції. Хоча ці заходи і були спрямовані на боротьбу правоохоронних органів з крадіжками, вони не були повністю успішними, тому що натовп продовжував атакувати сербів та їх майно . В офіційних звітах писалося, що сербський православний собор і резиденція митрополита в місті були врятовані завдяки втручанню австро-угорських сил безпеки. Після того, як тіла Франца Фердинанда і його дружини були перевезені на залізничну станцію Сараєва, порядок в місті було відновлено. Крім того, австро-угорський уряд видав указ, яким в Сараєві був заснований спеціальний трибунал з повноваженнями виносити смертні вироки за насильницькі дії, вчинені під час заворушень .

## Реакція

### Жителі Сараєва
Група відомих в Сараєві політиків, до якої входили Йозо Сунаріч, Шерифа Анрнаутовіч та Данило Дімовіч, будучи представниками трьох релігійних громад Сараєва, відвідала Потіорека і зажадала, щоб він вжив заходів для запобігання нападам на сербів.
Однак у своїх звітах, поданих до Відня 29 і 30 червня, Потіорек заявив, що сербські магазини в Сараєві були повністю зруйновані і що навіть жінки з вищого класу брали участь в актах мародерства і грабежу . Багато жителів Сараєва, що спостерігали за тим, що відбувається з вікон своїх будинків, аплодували натовпу. Таким чином, демонстранти користувалися широкою підтримкою серед несербського населення міста .

### Південнослов'янські політики в Австро-Угорщині

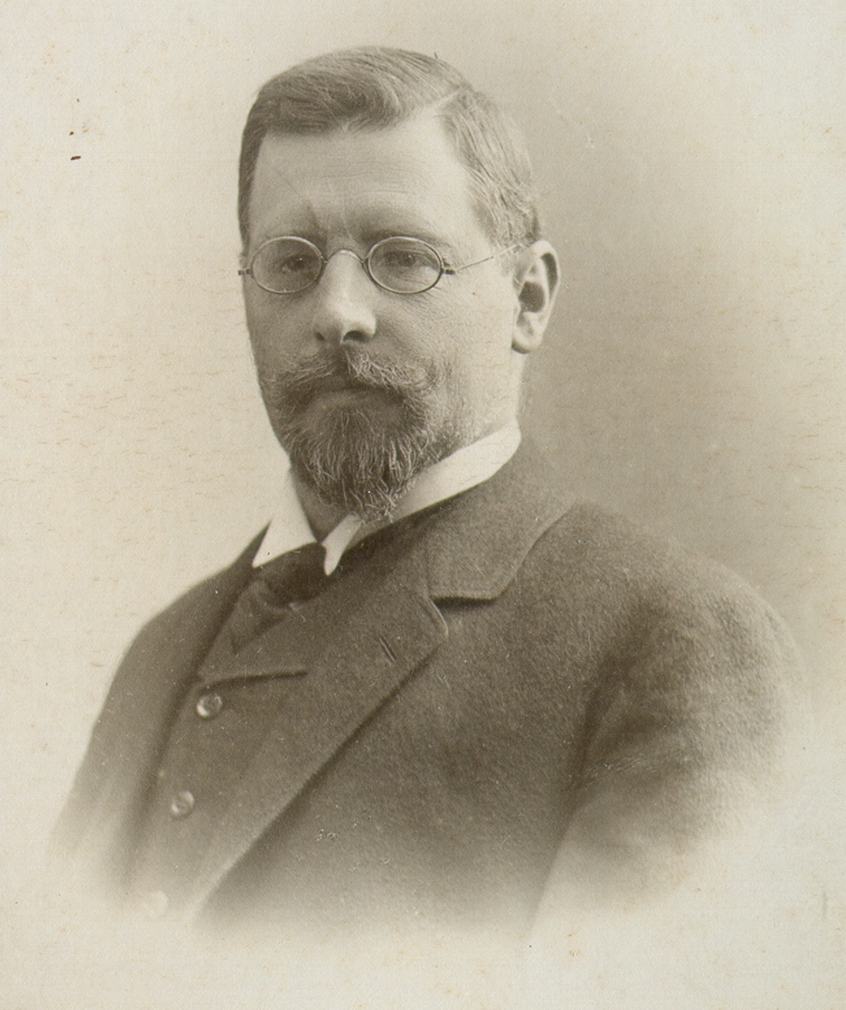
Словенський консервативний політик Іван Шустершіч

На думку Крістофера Беннетту, відносини між хорватами і сербами в імперії вийшли б з-під контролю, якщо б не втручання угорської влади . Словенський консервативний політик Іван Шустершіч закликав «зруйнувати череп цього серба, в якому живе ненажерлива манія величі» .
За винятком нечисленних крайніх правих політичних сил, південнослов'янські політичні та релігійні діячі Австро-Угорщини, особливо в Далмації, а також мусульманські релігійні лідери в Боснії і Герцеговині або утрималися від участі в погромах, або засудили їх, а деякі з них відкрито висловили солідарність з сербським народом, в тому числі газета партії права, хорватсько-сербська коаліція, католицькі єпископи Алойзіє Мішич та Антон Бонавентура Егліч. Ще до початку липня стало ясно, що антисербська позиція імперського уряду підтримується тільки проурядовими реакційними силами, на противагу яким виникла свого роду південнослов'янська солідарність з сербами, хоча все ще в нерозвиненій формі .
Проте, деякі дослідники заявляли, що хорватські політичні лідери відрізнялися запеклою вірністю Австро-Угорщині та відзначали, що хорвати, загалом, брали значно активнішу участь в австро-угорській армії на початку Першої світової війни, коментуючи це високою часткою хорватських бійців на прифронтовій лінії в порівнянні із загальною чисельністю населення .

### Газети і дипломати
Католицька і офіційна преса в Сараєві ще більше розпалювала заворушення, публікуючи антисербські памфлети і плітки, про те, що серби нібито ховають бомби . Газети Сараєва писали, що заворушення проти етнічних сербів та їх майна нагадували «наслідки російських погромів» .
29 червня консервативна газета у Відні писала, що «Сараєво виглядає як сцена погрому» . За деякими даними, поліція в Сараєві усвідомлено допустила заворушення . У деяких доповідях зазначається, що австро-угорська влада не діяла, в той час як у Сараєві вбивали сербів, а їх майно палили . Антисербські погроми мали важливий вплив на позицію союзної Російської імперії.
Російська газета писала:

… відповідальність за події лежить не на Сербії, але на тих, хто штовхнув Австрію в Боснію … таким чином моральний обов'язок Росії — захистити слов'янські народи Боснії і Герцеговини від німецького ярма.
Оригінальний текст (англ.)
the responsibility for the events is not on Serbia but on those who pushed Austria into Bosnia so Russia's moral obligation is to protect the Slavic people of Bosnia and Herzegovina from the German yoke.

Згідно з однією з російських доповідей в одному тільки Сараєві було зруйновано понад тисячу будинків і магазинів  .
Італійський консул у Сараєві заявив, що події були профінансовані австро-угорським урядом. Німецький консул, описуючи «ніщо інше як товариш сербів», повідомив, що Сараєво переживає свій власний день Св. Варфоломія .

## Наслідки

### Погроми в інших місцях
Погроми і демонстрації пройшли не тільки в Сараєві та Загребі, а й інших великих містах Австро-Угорщини, таких як Джяково, Петриня та Славонський Брод в сучасній Хорватії; Чапліна, Ливно, Бугойно, Травник, Маглай, Мостар, Зениця, Тузла, Добой, Вареш, Брчко і Шамац у сучасній Боснії і Герцеговині .
Спроби австро-угорського уряду організувати заворушення в Далмації не увінчалися успіхом, бо лише невелика кількість людей взяла участь у демонстраціях у Спліті і Дубровнику, а в Шибенику було розграбовано кілька магазинів    .

### Шутцкорпс
Австро-угорська влада в Боснії і Герцеговині заарештувала і екстрадувала близько 5,5 тисяч сербів; від 700 до 2,2 тисяч з них померли у в'язниці. 460 сербів були засуджені до смерті; в той же час був утворений спеціальний корпус поліції для утисків сербів, що складався переважно з мусульман    і відомий як «Шутцкорпс» . Внаслідок цього понад 5,2 тисяч сімей були вигнані з Боснії та Герцеговини . Це було першим гонінням на жителів Боснії і Герцеговини через їхню національність і «зловісним провісником майбутнього» .

## Галерея
|                                                        |  |                                                 |  |                                                                          |  |                                             |
| Спустошені і розграбовані магазини сербів на Башчаршії |  | Сербська школа, яка постраждала в ході погромів |  | Зруйновані гаражі і автопарк готелю «Європа», що належав сербській сім'ї |  | Пограбоване сербське ательє з пошиття одягу |